# Robert Holländer
Robert Holländer (* 15. August 1953 in Hamburg) ist ein deutscher Wasserbauingenieur.

## Leben
Von 1973 bis 1979 studierte er Bauingenieurwesen an der TU Berlin (Abschluss als Dipl.-Ing.). Von 1980 bis 1985 war er wissenschaftlicher Mitarbeiter an der TU Berlin, Institut für Wasserbau und Wasserwirtschaft. Bis zu seiner Promotion zum Dr.-Ing. 1989 über die Ausbreitung von Stoffen im Grundwasser arbeitete er als Behördengutachter für Polizei und Staatsanwaltschaft in Berlin zu betrieblichen und rechtlichen Fragen des Immissions-, Boden- und Gewässerschutzes. Ab 1990 war er im Bundesumweltministerium in den Bereichen Anlagensicherheit und Umweltmanagement, Gewässerschutz und internationale Wasserwirtschaft tätig. 2001 wurde er als Universitätsprofessor an die Universität Leipzig berufen, wo er im Institut für Infrastruktur und Ressourcenmanagement die Professur für Umwelttechnik in der Wasserwirtschaft und Umweltmanagement in kleinen und mittleren Unternehmen innehatte.
Seine Forschungsinteressen sind Bewertung und Entwicklung von Infrastruktur, ökonomische Aspekte der Kreislaufwirtschaft, nachhaltige Wasserwirtschaft und Nutzung systemtheoretischer Ansätze.

## Schriften (Auswahl)
- Zum Dispersionseinfluss bei Altersbestimmungen des Grundwassers im nubischen Aquifersystem. Berlin 1989, OCLC 857940683.
- mit Stefan Geyler: Ein Vergleich von zentralen und dezentralen Lösungen zur Abwasserentsorgung im ländlichen Raum. Berlin 2005.
- Robert Holländer, Lukas Stumpf, Sabine Lautenschläger, Eduard Interwies, Stefan Görlitz, Joh.-Christian Pielow Chancen und Herausforderungen der Verknüpfungen der Systeme in der Wasserwirtschaft (Wasser 4.0) UBA-Texte 29/2020